# José Ignacio García Sierpe
José Ignacio García Sierpe (* Castro, el 22 de octubre de 1866 - † Santiago, el 13 de abril de 1935) fue un político y abogado chileno. Hijo de Ignacio García y Dolores Sierpe. Casado con Carmela Henríquez. Padre del diputado Ignacio García Henríquez.
Estudió las Humanidades en el Seminario de Ancud y cursó Leyes en la Universidad de Chile, donde se graduó de abogado en 1894. Se desempeñó como abogado y servidor público notablemente, siendo además miembro del Partido Conservador.
Descendiente de una familia de la isla de Chiloé, sus antepasados se remontan a los primeros españoles que pisaron tierras chilotas y que más tarde levantaron la ciudad de Castro, bajo las banderas del gobernador español Martín Ruiz de Gamboa.
Entre 1892 y 1893 se desempeñó como secretario del Juzgado y notario del departamento de Castro, también fungió como notario público y conservador de bienes raíces en San Fernando. También fue gerente del Banco de Llanquihue.

## Actividades públicas
- Secretario de la Gobernación Marítima de Ancud (1900-1903)
- Diputado por Ancud, Quinchao y Castro (1903-1906); integrante de la comisión permanente de Relaciones Exteriores y Colonización.
- Miembro fundador del Colegio de Abogados de Magallanes (1905).
- Diputado por Ancud, Quinchao y Castro (1906-1909); integró la comisión permanente de Instrucción Pública.
- Delegado de Chile a la Conferencia Sudamericana de Derechos Sociales, celebrada en Montevideo, Uruguay (1907).
- Diputado por Ancud, Quinchao y Castro (1909-1912); formó parte de la comisión permanente de Obras Públicas y Vías de Comunicación.
- Miembro de la Delegación de Chile al Congreso de Obras Públicas del Estado, realizado en Guadalajara, México (1911).
- Diputado por Ancud, Quinchao y Castro (1912-1915); miembro de la comisión permanente de Instrucción Pública.
- Ministro subrogante de Justicia e Instrucción Pública (diciembre de 1914-marzo de 1915).
- Diputado por Castro (1915-1918); integró la comisión permanente de Gobierno Interior y Reglamento.
- Presidente del Colegio de Abogados de Magallanes (1916-1918).
- Consejero de la Compañía Chilena de Valores (1917).
- Diputado por Castro (1918-1921); figuró en la comisión permanente de Legislación y Justicia.
- Director de la Escuela Normal de Castro (1923).
- Director de la Compañía de Obras Hidráulicas de los Canales (1925).
- Gerente del Banco de Llanquihue (1928).